# Sierra de Mayombé

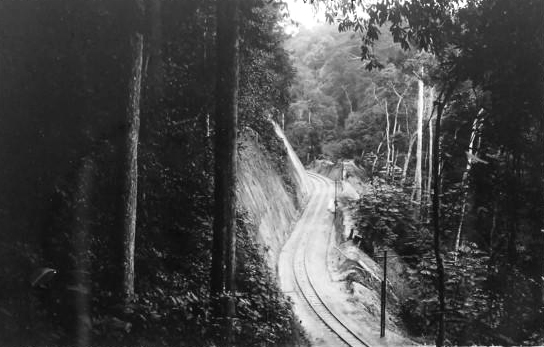
El ferrocarril de Mayombé en 1930. La línea, de 140 km, entre Boma y Tshela, fue completamente desmantelada en 1984

La sierra de Mayombé (Maiombe en Angola, Mayombé en República del Congo y RDC, y Mayumba en Gabón) es una cadena de montañas bajas en la costa occidental de África que se extiende desde la desembocadura del río Congo, en la frontera de Angola con la República Democrática del Congo, hasta Lambarené, en Gabón.
Mayombé, que sigue paralela a la costa, incluye zonas de la República Democrática del Congo, el enclave de Cabinda, de Angola, la República del Congo y Gabón. En la República Democrática del Congo designa parte de la provincia noroccidental del Bajo Congo, en la orilla derecha del río. Mayombé designa en ocasiones la región dominada por las montañas, la meseta y las tierras altas.

## Características
Esta cadena de montes es una antigua cordillera erosionada que adquiere las características de una meseta con una altitud media de 600–700 m, con alturas máximas de 800 m. Las alturas disminuyen hacia Gabón, con 350 a 400 m y cotas sobresalientes de 700 u 800 m, como en la pequeña sierra de Kpumoumanwali, de 833 m, por encima del valle del río Ngounié. Las cimas más importante son el monte Fongouti (930 m), el monte Bamba (810 m), los montes Kinoumbou (784 m), los montes de Ngouédi (780 m), los montes Kanga (764 m), el pico Bombo (751 m) y el pico Kiama (747 m).

## Clima
Por su situación al sur del ecuador terrestre y cerca del mar, tiene clima ecuatorial oceánico con dos estaciones, aunque en el Bajo Congo la estación seca de junio a septiembre no se hace sentir tanto como en el resto del país debido a la altitud frente al mar y a la cobertura forestal. Las mínimas varían de 17 a 22.oC en época seca. Durante la época de las lluvias, octubre a mayo, las máximas suben de 28.oC a 32.oC de media, con una humedad que roza el 100 por ciento.

## Hidrografía
Mayombé está atravesada por numerosos ríos con rápidas corrientes. Los tres más largos son el río Chiloango, el río Lukula y el río Luzubi. En Gabón está cortada por el río Nyanga, que circula primero por la vertiente norte y luego se dirige hacia el oeste, hasta el mar.

## Naturaleza
La sierra estaba cubierta de un inmenso bosque hace solo 50 años, que cubría más de 500.000 ha y que se ha ido reduciendo hasta unas 80.000 ha. Durante muchos años ha sido proveedor de los mercados mundiales de maderas muy valiosas, como el limba (Terminalia superba).
La Reserva de la Biosfera de Dimonika ocupa una parte de la sierra de Mayombé en la República del Congo. Tiene 1360 km² y culmina en el monte Bamba, de 810 m.
Más al norte, entre la frontera de la República del Congo y Gabón se encuentra el parque nacional de Conkouati-Douli, de 5045 km², con elefantes de bosque, gorilas de llanura, etc. A este le sigue el parque nacional de Moukalaba-Doudou, que va desde la costa de Gabón hasta el flanco de la sierra de Mayombé, donde alcanza los 800 m de altitud.
Al sur de Gabón, junto a la ciudad de Mayumba se ha creado el Parque nacional de Mayumba, frente a la sierra de Mayombé, aunque el parque ocupa una lengua costera destinada a la reproducción de la tortuga laúd.
En Angola, por su parte, existe el Parque nacional de Mayombé, o de Maiombe, en el norte de la provincia de Cabinda, que tiene 1930 km2, y es fronterizo con la República del Congo.
Existe un proyecto de creación de la denominada Área protegida transfronteriza del bosque de Mayombé, de 36.000 km2, que abarcaría la totalidad del bosque de Mayombé, y comprendería la esquina sudoeste de la República Democrática del Congo, el enclave de Cabinda, en Angola, el bosque costero de la República del Congo y el sudoeste de Gabón.

## Comunicaciones
Una línea de tren, el ferrocarril de Mayombé, une Boma con Tshela, en la República Democrática del Congo. En la República del Congo, atraviesa la sierra la línea de ferrocarril Congo-Océano.